# Nádtoll
A nádtoll (görögül: κάλαμοι kalamoi; egyes számban κάλαμος kalamos) íróeszköz, amelyet egyetlen nádszál vagy bambusz kivágásával és formázásával készítenek.

## Történelem és készítés
Az ókori egyiptomi lelőhelyeken az időszámításunk előtti 4. századból találtak olyan nádtollakat, amelyek szabályos jellemzőkkel rendelkeznek, mint például a hasított hegy. A nádtollal papiruszra írtak, és az ókorban a leggyakoribb íróeszköz volt. Mezopotámiában és Sumerban a nádtollak hegyét agyagtáblákba nyomták, hogy írásos feljegyzéseket készítsenek ékírással. 
A nádtoll elkészítéséhez az írnokok egy körülbelül 20 cm hosszú, sértetlen náddarabot használtak, és a hegyesre vágott végét egy ideig vízben hagyták. Ez biztosította, hogy a toll ne törjön szét vágáskor. Egy sor vágást készítettek, addig vágták a toll hegyét, amíg az elég lapos és hegyes nem lett. A hegyes végét ezután levágták, nem túl messze a hegyétől, hogy írásra alkalmas négyzetes véget alakítsanak ki. A végén behasították, amely primitív tintahordóként működött, mindaddig, amíg megfelelő hosszúságú lett. Ügyeltek arra, hogy ne hosszabbítsák meg túlságosan, mert fennállt a veszélye, hogy a toll kettétörik. A nádtollak készítésében való jártasság fontos volt a korai írnokok számára a toll csekély tartóssága miatt. 
A nádtollak merevebbek, mint a madártollakból kivágott tollak, és nem tartják meg sokáig az éles hegyüket. Ez oda vezetett, hogy madártollból készült tollakkal váltották fel őket. Mindazonáltal a nádtoll képes merész vonásokra, és továbbra is a kalligráfia fontos eszköze. 

## A nádtoll a művészetben
Bár a madártollból készült tollak a középkorban nagyrészt felváltották a nádtollakat, a modern művészek időről időre a nádtoll erőteljes vonásait preferálták.  A 19. század végéig a legtöbb műalkotást gazdag mecénások vagy olyan intézmények rendelték meg, mint például az egyház. Ennek megfelelően az elfogadott témák hagyományosabb ábrázolása volt a legnépszerűbb és a legszélesebb körben elfogadott. A 19. század folyamán a társadalmi és kulturális változások az irodalomban és a művészetben is megmutatkoztak. Ezzel a művészek különféle módokat kezdtek felfedezni elképzeléseik kifejezésére és saját személyes stílusuk kialakítására. Vincent van Gogh a nádtoll erőteljes vonását kihasználva, barna tintával és grafittal kombinálva, egy más stílusú rajzot hozott létre.

## Fordítás
Ez a szócikk részben vagy egészben  a   Reed pen című angol Wikipédia-szócikk fordításán alapul.  Az eredeti cikk szerkesztőit annak laptörténete sorolja fel. Ez a jelzés csupán a megfogalmazás eredetét és a szerzői jogokat jelzi, nem szolgál a cikkben szereplő információk forrásmegjelöléseként.